# اسکایپ
پیام‌رسان اسکایپ (به انگلیسی: Skype) نرم‌افزار کاربردی بود که به کاربر اجازه می‌داد به وسیله صدا روی پروتکل اینترنت تماس تلفنی برقرار کند. تماس تلفنی و ویدئویی بین کاربران اسکایپ کاملاً رایگان بود و برای تماس با تلفن ثابت و تلفن موبایل نیاز به خرید اعتبار بود. همچنین این برنامه امکانات مختلف دیگری مانند پیام‌رسان فوری، انتقال فایل، ویدئو کنفرانس و پست صوتی در اختیار کاربران قرار می‌داد.
اسکایپ به عنوان یکی از قدیمی‌ترین پلتفرم‌های ارتباطی اینترنتی، پس از ۲۲ سال فعالیت رسمی، در تاریخ ۵ می ۲۰۲۵ تعطیل شد. مایکروسافت تصمیم به تعطیلی این پلتفرم گرفت تا تمرکز بیشتری روی پلتفرم Microsoft Teams داشته باشد. 
اسکایپ یک شبکه ارتباطات تلفنی کاربر به کاربر (Peer to Peer) بود که توسط نیکلاس زنشتروم سوئدی و جانوس فریس دانمارکی ایجاد شد. این دو قبلاً در ساخت یک شبکهٔ اشتراک پرونده به نام کازا (به انگلیسی: Kazaa) همکاری داشتند.
برنامه اسکایپ تا انتهای سال ۲۰۰۹ میلادی بیش از ۵۰۰ میلیون کاربر داشته‌است.
شرکت پشتیبانی‌کنندهٔ این شبکه به نام Skype Group، در سال ۲۰۰۵، توسط شرکت ای‌بی (به انگلیسی: ebay) خریداری شد و در سال ۲۰۱۱، مایکروسافت اسکایپ را به قیمت ۸٫۵ میلیارد دلار خرید. مقر اصلی این شرکت در لوکزامبورگ قرار دارد و شعبه‌هایی نیز در لندن، پاریس، تالین و پراگ دارد.
در ۵ مه ۲۰۲۵، مایکروسافت به‌طور رسمی اعلام کرد که پس از بیش از دو دهه فعالیت، سرویس اسکایپ را تعطیل می‌کند. این تصمیم در راستای تمرکز بیشتر بر پلتفرم مایکروسافت تیمز (Microsoft Teams) اتخاذ شده است، که به‌عنوان جایگزین اصلی اسکایپ در حوزه ارتباطات و همکاری معرفی می‌شود.
تعطیلی اسکایپ پایان یک دوران در تاریخ ارتباطات دیجیتال محسوب می‌شود. این سرویس نقش مهمی در شکل‌گیری و توسعه ابزارهای ارتباطی مدرن ایفا کرده است. با این حال، با تغییرات فناوری و نیازهای کاربران، مایکروسافت تصمیم به تمرکز بر پلتفرم‌های جدیدتر گرفته است.

## لغت‌شناسی
نام نرم‌افزار از عبارت «Sky Peer-to-peer» مشتق شده‌است که در ابتدا به آن «Skyper» گفته می‌شد. اما چون نام‌های دامنه با این کلمه به وسیلهٔ دیگر دامین‌ها رزرو شده بود حرف آخر آن یعنی r از آن حذف شد و نام «Skype» را به خود گرفت که دامنه‌های آن در دسترس بود.

## تاریخچه
اسکایپ در سال ۲۰۰۳ توسط نیکلاس زنشتروم سوئدی و جانوس فریس دانمارکی ایجاد شد. نرم‌افزار اسکایپ توسط آهتی یالاتا، پریت کیساسال و یانا تالین استونیایی ساخته شد. اولین نسخه بتا عمومی در ۲۹ اوت سال ۲۰۰۳ منتشر شد.
در ژوئن سال ۲۰۰۵، اسکایپ برای ارائه یکپارچه در بازار لهستان با وب پورتال onet.pl به توافق رسید. در سپتامبر ۲۰۰۵، کمپانی eBay اسکایپ را با مبلغی در حدود ۲٫۵ میلیارد دلار خریداری کرد.
در سپتامبر ۲۰۰۹، شرکت eBay اعلام کرد که ۶۵ درصد از سهام اسکایپ به شرکت‌های Silver Lake , اندریسن هوروویتز و هیئت سرمایه‌گذاری طرح بازنشستگی کانادا فروخته شده‌است؛ که در نتیجه ارزش اسکایپ به حدود ۲٫۷۵ میلیارد دلار آمریکا رسید.

### خرید توسط مایکروسافت
در ۱۰ ماه مه سال ۲۰۱۱، کمپانی مایکروسافت، اسکایپ را با مبلغی حدود ۸٫۵ میلیارد دلار خریداری کرد. این شرکت به عنوان بخشی از مایکروسافت ثبت شد که تمام فناوری‌های آن را با خریداری به دست آورد. این فرایند در ۱۳ اکتبر ۲۰۱۱ تکمیل شد.
کمی بعد از خریداری، مایکروسافت شروع به یکپارچه کردن اسکایپ با محصولات خود کرد:
همراه با توسعه بیشتر نرم‌افزارهای دسکتاپ و موبایل اسکایپ، مایکروسافت یک برنامه سرویس گیرنده اختصاصی به نام Skype برای مترو که رابط کاربری جدید برای انتشارات جدید آن (از جمله برای ویندوز فون و Windows RT) بود توسعه داد. این نرم‌افزار به وسیلهٔ Windows Store در ۲۶ اکتبر ۲۰۱۲ برای دانلود قرار گرفت. سال بعد، اسکایپ برای مترو به نرم‌افزار پیام‌رسان پیش‌فرض و از پیش نصب شده برای سیستم عامل ویندوز ۸٫۱ تبدیل شد و جایگزین نرم‌افزار پیش‌فرض ویندوز ۸ شد.
زمانی که مایکروسافت مایکروسافت آفیس ۲۰۱۳ را در ۲۶ فوریه ۲۰۱۳ معرفی کرد، اعلام شد که به ازای هر ماه، ۶۰ دقیقه اسکایپ در طرح مصرف‌کننده آفیس ۳۶۵ وجود خواهد داشت.
در یک دوره‌گذار یک‌ماهه از ۸ تا ۳۰ اپریل ۲۰۱۳، سرویس پیام‌رسان فوری Windows Live Messenger به لطف اسکایپ از رده خارج شد؛ البته این پیام‌رسان در چین همچنان به کار خود ادامه داد.
در ۱۱ نوامبر ۲۰۱۴، مایکروسافت اعلام کرد که در سال ۲۰۱۵، اتصال Lync با مایکروسافت لینک جایگزین خواهد شد. آخرین نسخه نرم‌افزار ارتباطی که ویژگی‌های Lync را با اسکایپ ترکیب کرده‌است. برای این مورد ۲ رابط کاربری تعریف شده‌است که می‌توان بین آن دو جابه‌جا شد.

## میزان استفاده و ترافیک
جدول زیر سهم اسکایپ را در بازار تماس‌های بین‌المللی نشان می‌دهد:
| سال  | درصد نفوذ |
| ---- | --------- |
| ۲۰۰۵ | ۲٫۹٪      |
| ۲۰۰۶ | ۴٫۴٪      |
| ۲۰۰۸ | ۸٪        |
| ۲۰۰۹ | ۱۲٪       |
| ۲۰۱۰ | ۱۳٪       |
| ۲۰۱۲ | ۳۳٪       |
| ۲۰۱۳ | ۳۶٪       |
| ۲۰۱۴ | ۴۰٪       |

در ژانویه ۲۰۱۱، بعد از انتشار تماس تصویری بر روی سرویس گیرنده اسکایپ برای iPhone، اسکایپ به رکورد ۲۷ میلیون کاربر آنلاین هم‌زمان رسید. این رکورد با ۲۹ میلیون کاربر آنلاین هم‌زمان در تاریخ ۲۱ فوریه ۲۰۱۱ و بعد از آن دوباره با رکورد ۳۰ میلیون کاربر در ۲۸ مارس ۲۰۱۱ شکسته شد. در ۲۵ فوریه ۲۰۱۲، اسکایپ اعلام کرد که برای نخستین بار بیش از ۳۲ میلیون کاربر داشته‌است. در ۵ مارس ۲۰۱۲، این تعداد به ۳۶ میلیون و در کمتر از یک سال بعد در ۲۱ ژانویه ۲۰۱۳ این تعداد به بیش از ۵۰ میلیون کاربر هم‌زمان رسید. در ژوئن ۲۰۱۲، اسکایپ بیش از ۷۰ میلیون دانلود تنها در وسایل اندرویدی داشته‌است.
در ۱۹ ژوئیه ۲۰۱۲، مایکروسافت اعلام کرد که ۱۱۵ میلیارد دقیقه تماس تصویری در نیمی از ۳ ماهه گذشته داشته‌است.
در ۱۵ ژانویه ۲۰۱۴، TeleGeography اعلام کرد که ترافیک بین‌المللی اسکایپ به اسکایپ با ۳۶ درصد رشد در سال ۲۰۱۳ به ۲۱۴ میلیارد دقیقه رسید.

## حریم خصوصی در اسکایپ
اطلاعات جدیدی که توسط افشاگر بزرگ، ادوارد اسنودن منتشر شده نشان می‌دهد که مایکروسافت، اطلاعات ویدئویی و صوتی را که از بستر اسکایپ عبور می‌کنند، در حجم انبوه در اختیار بُنگاه امنیّت ملّی آمریکا (اِن. اِس. اِی) قرار می‌دهد. حال با توجه به اینکه اسکایپ پیش از این هم برای تجسس در امور مردم چین در اختیار حکومت این کشور بوده‌است. می‌توان گفت تبدیل به یکی از بزرگ‌ترین دشمنان حریم خصوصی در سطح جهان شده‌است.

## سیستم عامل‌های تحت پوشش
اسکایپ تقریباً تمامی سیستم عامل موجود را پوشش می‌دهد و می‌توان از اسکایپ در گوشی‌های اندرویدی، ای او اس، سیستم عامل مک، ویندوز، سیستم عامل بلک بری و لینوکس به صورت رایگان استفاده کرد.

## خدمات اسکایپ
اسکایپ برخی خدمات خود را به صورت رایگان در اختیار کاربران خود قرار می‌دهد برخی از این خدمات رایگان عبارت اند از تماس با شماره‌های رایگان، تماس با دیگر کاربران اسکایپ، تماس گروهی به وسیله صوت، تصویر، نوشته با دیگر کاربران اسکایپ است.

## هک
در روز نخست سال ۲۰۱۴ میلادی، یک گروه که خود را ارتش الکترونیکی سوریه می‌نامد و حامی بشار اسد است، بخش‌هایی از سایت اسکایپ را هک کرد. ارتش الکترونیکی سوریه در توییتر اسکایپ و همین‌طور وبلاگ این سایت نوشت: «از سرویس‌های ایمیل مایکروسافت (هات‌میل و اوت‌لوک) استفاده نکنید. آن‌ها حساب‌های شما را پایش می‌کنند و اطلاعاتتان را به حکومت‌ها می‌فروشند.»